# 横纹肌溶解症
横纹肌溶解症（rhabdomyolysis）是人體橫紋肌細胞壞死所造成的疾病。一些肌肉细胞崩坏後释放的产物（如肌红蛋白）會进入血液並对肾脏造成傷害，导致肾衰竭。橫紋肌溶解症的症状包括肌肉疼痛、呕吐和意识混乱，嚴重程度取决於肌肉受损程度和是否发生肾衰竭。患者也可能會有紅棕色的蛋白尿或心律不整。
肌肉受損大多是外部原因導致，如挤压综合征、過度鍛鍊、藥品或物質濫用；其他成因則包括感染、觸電、中暑、長期不活動、肢體缺血或蛇咬傷。一些人則因遺傳性因素，導致其肌肉較容易發病。橫紋肌溶解症通常藉由尿液檢驗試紙和顯微鏡檢查診斷，若尿液試紙為陽性但鏡檢不含紅血球，則可能是橫紋肌溶解。血液检查則可見肌酸激酶濃度大於1,000 U/L，嚴重時可能高於5,000 U/L。
主流的治療方法是大量的液體靜脈注射，針對重症的其他療法還包含透析及血液過濾。若尿液檢查確定有横纹肌溶解症，常常會使用碳酸氢钠和甘露醇來治療，但此治療方式缺乏證據支持。及早治療的預後通常不錯。併發症可能有高鉀血、低血鈣、弥散性血管内凝血與腔室症候群。
橫紋肌溶解全美每年約發生26,000個案。歷史上有許多橫紋肌溶解症的紀錄，第一個近代的描述是在1908年的一次地震之後。1941年的倫敦大空襲事件使人們發現了該病的機制與特徵。在地震中受傷的人們也可能需要針對此病的救助。

## 症狀與徵候
橫紋肌溶解症的症狀取決於其嚴重度和腎衰竭是否發生。輕症患者可能不會有任何肌肉症狀，通常是因其他問題做了血液檢查後被診斷出來。典型的橫紋肌溶血症則會出現患部肌肉疼痛、壓痛、無力和腫脹。若腫脹發生得很快，當體液快速地從血管流向受損的肌肉時，可能會發生低血壓和休克，這種情況可能發生於患者從倒塌的建築物被救出時。其他的症狀較無特異性，通常是肌肉組織崩解或造成肌肉組織損傷的原因所造成。肌肉組織受損後釋出物質到血液中，可能造成电解质不平衡，進一步導致噁心、呕吐、意识不清、昏迷或心律不整；患者的尿液顏色可能因為含有肌紅蛋白而變深，一般醫學文獻將之描述為「茶色尿」。腎臟受損常在肌肉最初受損後12至24小時發生，可能導致患者尿量減少或無尿。
受損肌肉腫脹有時也會發展成腔室症候群，即在同個筋膜腔內壓迫到周圍的血管和神經等組織，阻斷血液供給而使組織受損或功能喪失。腔室症候群的症狀包括患肢感覺減少或疼痛。弥散性血管内凝血（DIC）是另一種常見的併發症，會使體內的凝血機轉崩潰而造成無法控制的出血。

## 病因
任何形式的肌肉損傷，只要夠嚴重，都可能造成橫紋肌溶解症，一位患者也可能同時有多個疾病成因。一些人則有先天的肌肉變異，因此更容易產生橫紋肌溶解症。
| 類型       | 成因 |
| ---------- | --- |
| 運動       | 過度的體能鍛煉（特別是水分補充不足時）、震顫性譫妄（酒精戒斷）、破傷風感染、持續癲癇或癲癇重積 |
| 擠壓       | 挤压综合征、爆炸傷、車禍、身體折磨或虐待、固定在一個姿勢（如中風後）、酒精中毒時或長時間手術 |
| 血液供應   | 動脈血栓（局部形成）或栓塞（隨血液漂來後阻塞）、術中動脈鉗夾術 |
| 代謝       | 高血糖高滲透壓狀態、高血鈉和低血鈉、低血鉀、低血鈣、低血磷、酮酸中毒（如糖尿病酮症酸中毒）、甲狀腺機能低下 |
| 體溫       | 高體溫和熱病、低體溫 |
| 藥物和毒物 | 許多藥物都會增加橫紋肌溶解的風險，最常見的如下： - HMG-CoA還原酶抑制劑（即他汀類藥物）和微纖維酸類藥物，這兩類都是高血脂治療用藥。其中西立伐他汀因為多起橫紋肌溶解的案例而在2001年下架，其他他汀類藥物造成橫紋肌溶解的風險較小，約每萬人年0.44例。先前曾有慢性肾脏病或甲狀腺機能低下症的話會增加因他汀類藥物導致肌肉病變的風險，老人、嚴重失能和與其他種藥物併用（如环孢素）時也較容易造成橫紋肌溶解。 - 抗精神病药可能導致抗精神病藥物惡性症候群，患者會有嚴重的肌肉僵直、橫紋肌溶解和高熱。 - 神經肌肉阻斷劑常用於麻醉，可能造成恶性高热併發橫紋肌溶解。 - 造成血清素综合症的藥物，例如SSRI類藥物。 - 干擾鉀離子濃度的藥物，例如利尿劑。 重金属和昆蟲或蛇的毒液也和橫紋肌溶解有關。毒堇也可能造成橫紋肌溶解，無論是直接食用或吃了以毒堇為食的鵪鶉肉。一些劇毒的菇類也會引起橫紋肌溶解，包括亞黑紅菇（Russula subnigricans）和油口蘑（Tricholoma equestre）。哈夫病（Haff disease）是一種食用魚類後造成的橫紋肌溶解症，但確切的毒理機轉仍未被證實。 娛樂性藥品也和橫紋肌溶解有關，包括酒精、苯丙胺、可卡因、海洛因、K他命和MDMA。 |
| 感染       | 克沙奇病毒A群、和B型流感病毒、人類疱疹病毒第四型（EBV）、急性人類免疫不全病毒感染、恶性疟原虫（疟疾）、疱疹病毒、退伍軍人桿菌和沙門氏菌。 |
| 發炎       | 自體免疫疾病造成的肌肉傷害：多肌炎、皮肌炎。 |

### 遺傳傾向
反覆的橫紋肌溶解可能和患者本身的肌酸激酶缺陷有關，這通常是遺傳性疾病且在幼年時便會發生。許多肌肉結構的疾病都會因運動、全身麻醉或其他上述因素的刺激而反覆出現橫紋肌溶解。遺傳性肌肉病變與感染是孩童橫紋肌溶解最常見的兩個原因。
下列的遺傳性疾病會造成肌肉的能量供給不足，進而在肌肉出力時反覆造成橫紋肌溶解症：
- 糖解作用或肝醣代謝缺陷：肝醣儲積症第五型（英语：Glycogen storage disease type V）（McArdle氏病）、磷酸果糖激酶缺乏症（英语：phosphofructokinase deficiency）、肝醣儲積症第八（英语：Glycogen storage disease type VIII）、九（英语：Glycogen storage disease type IX）、十（英语：Glycogen storage disease type X）、十一（英语：Glycogen storage disease type XI）型。
- 脂質代謝缺陷（英语：Inborn error of lipid metabolism）：肉鹼棕櫚醯基轉移酶缺乏症第一型（英语：Carnitine palmitoyltransferase I deficiency）和第二型（英语：Carnitine palmitoyltransferase II deficiency）、醯基輔酶A去氫酶（英语：acyl CoA dehydrogenase）各種亞型的缺陷（LCAD（英语：long-chain 3-hydroxyacyl-coenzyme A dehydrogenase deficiency）、SCAD（英语：short-chain acyl-coenzyme A dehydrogenase deficiency）、MCAD（英语：medium-chain acyl-coenzyme A dehydrogenase deficiency）、VLCAD（英语：Very long-chain acyl-coenzyme A dehydrogenase deficiency）、3-羥醯基輔酶A去氫酶缺乏症（英语：3-hydroxyacyl-coenzyme A dehydrogenase deficiency））、硫解酶（英语：thiolase）缺乏症。
- 粒線體肌肉病變：琥珀酸脱氢酶、细胞色素c氧化酶和辅酶Q10缺乏。
- 其他：蠶豆症、肌腺苷酸脫胺酶缺乏症（英语：myoadenylate deaminase deficiency）和肌肉萎缩症。

## 致病機制

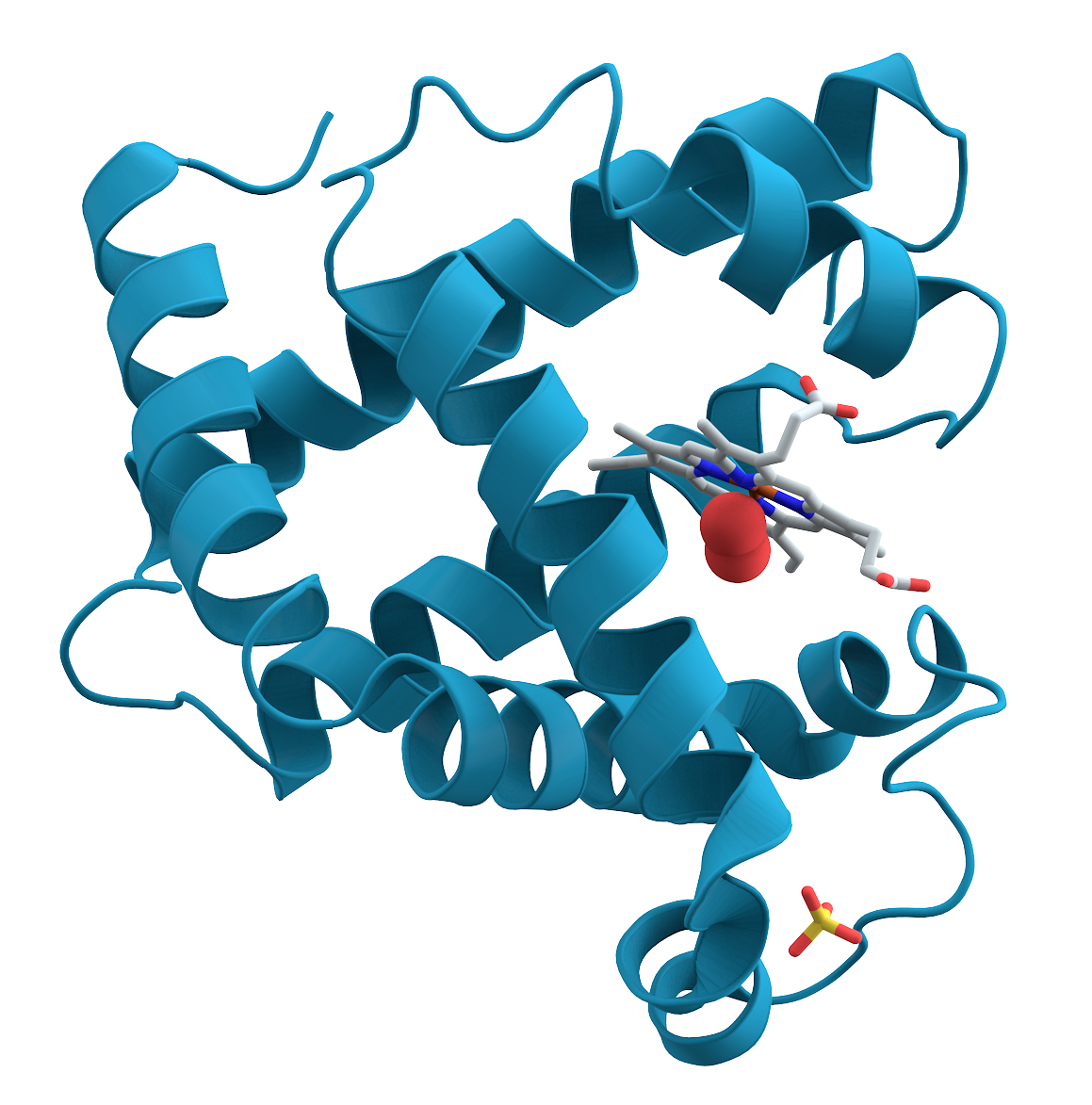
肌红蛋白模型，此種含有血質基的蛋白质在正常肌肉中負責儲存氧氣，但在橫紋肌溶解時會造成腎臟受損。

骨骼肌的損傷有多種形式。撞擊等物理性傷害可能會造成肌肉細胞的直接損傷，或影響血流的供應。非物力性的損傷則可能影響肌肉細胞的代謝機制。一旦肌肉組織受到損傷，來自血行循環的流體會快速填充入肌肉組織，其中也會包含鈉離子。肌肉細胞的濁腫可能會直接瓦解肌細胞，倖存下來的肌細胞也可能因電解質平衡系統受到干擾，而造成细胞內鈣離子升高。鈉與鈣離子的升高會導致肌肉去極化，並進而導致肌漿網的鈣離子流入細胞質內。细胞質內的鈣離子濃度更高可能會導致持續性肌肉收縮及ATP的消耗。同時鈣離子的升高也會導致鈣離子依賴性的蛋白酶及磷脂酶活化，造成細胞膜及離子通道的瓦解。ATP是細胞的能量來源，ATP的存量下降可能會直接導致鈣離子流入無法控制。持續性的肌肉收縮可能導致细胞內蛋白質及細胞瓦解。
身體中含量最豐富的白血球嗜中性球會進入肌肉組織，啟動發炎反應並釋放活性氧化物，特別是在承受擠壓傷害的患者。若擠壓症候群的壓迫源解除過快，血液瞬間灌流回到受損組織，可能在之後導致再灌流傷害。
水腫及發炎的肌肉可能導致腔室壓力增加，壓迫周邊組織，導致腔室症候群。水腫也可能會影響該區域的血流供應，最終導致肌肉細胞損傷，釋放鉀離子、磷酸根離子、肌红蛋白、肌酸激酶，及尿酸等物質進入血液循環。若觸發凝血系統可能引起弥散性血管内凝血。血中鉀離子濃度過高會導致致命性的心律不整，而磷酸根濃度過高也會與血鈣結合，引起低血鈣。
橫紋肌溶解症能透過多種機制導致腎衰竭，其中最主要的原因為肌球蛋白累積於腎小管中。正常來說，血液中的血紅素結合蛋白會與肌球蛋白等含有血基質的物質結合，但橫紋肌溶解症的患者的血中肌球蛋白量過高，超越血紅素結合蛋白所能夠結合的量。當血漿中的肌球蛋白含量超過0.5–1.5 mg/dl時，尿液中即可能出現肌球蛋白，稱為肌球蛋白尿症。當血漿肌球蛋白量超過100 mg/dl時，尿液中的顏色會出現變化。大約只要200克的肌肉遭到破壞，血中肌球蛋白濃度即可達到上述標準。腎小管濾液的水分進行再吸收後，肌球蛋白會與腎元中的尿調理素起反應，會固化形成尿液圓柱體，導致濾液流受到阻滯。若尿酸過高或濾液酸化，會促進尿液圓柱體的形成，可能會使腎衰竭的情形更加惡化。此外，血基質釋出的鐵會導致活性氧化物產生，進而傷害腎細胞。除了肌球蛋白尿症以外，低血壓和尿酸也會傷害腎臟。低血壓會導致血管收縮，會使腎臟的灌流量不足；而尿酸會在腎小管中形成晶體，導致尿流阻塞。整體來說，上述這些機轉都會導致急性腎小管壞死，破壞腎小管細胞。腎小管受損後，腎臟無法正常表現其分泌功能，腎小管過濾率即會下降。這導致電解質平衡失調，血液中鉀含量升高。過高的血磷除了會直接與鈣離子結合沉積之外，還會抑制1-α-羥化酶的作用，使維生素D無法活化，致使血鈣降低。

## 診斷

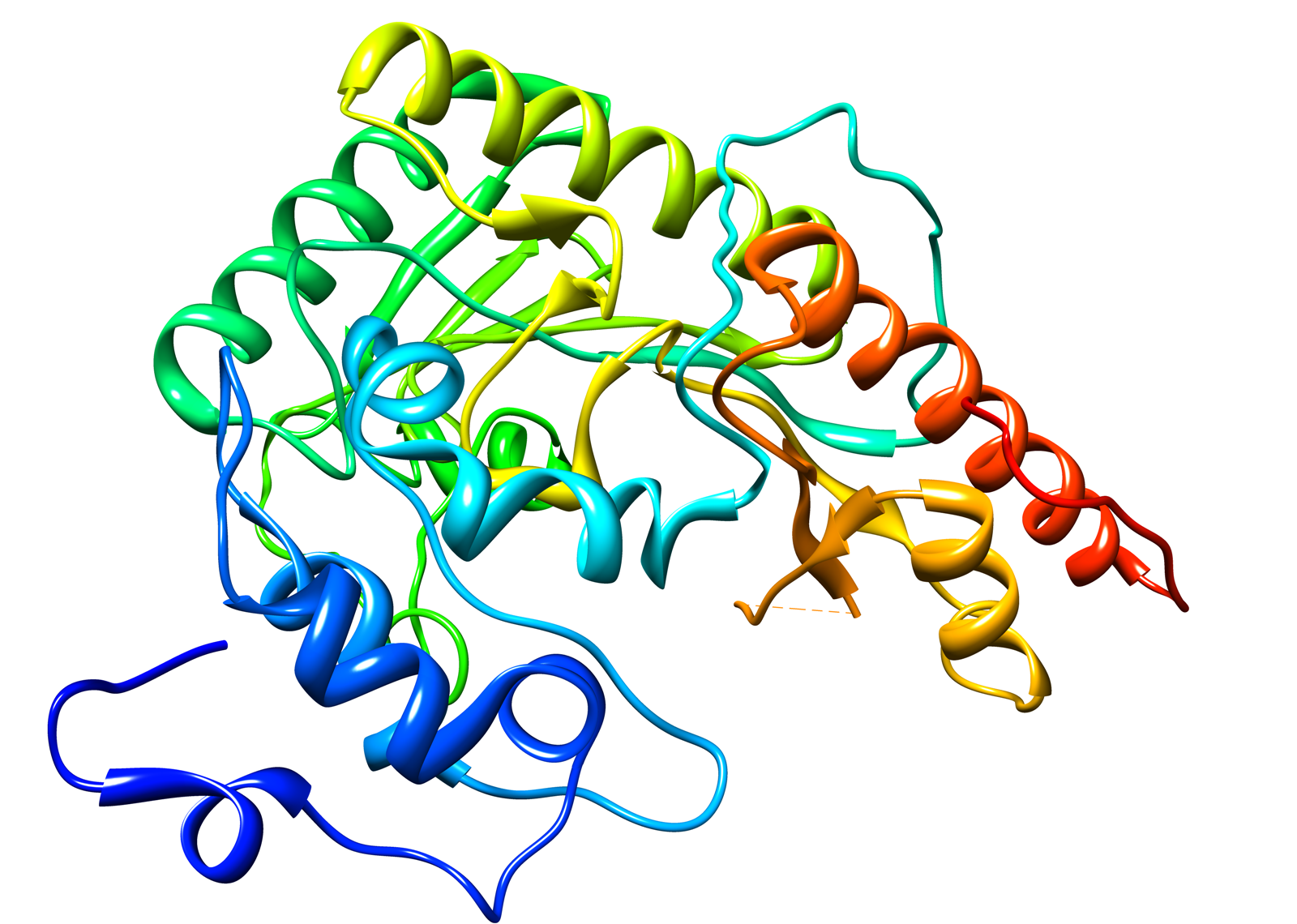
肌酸激酶的CKM (基因)。在骨骼肌中，肌酸激酶為兩顆M次單元所構成的二聯體，又稱為「CK-MM」。

遭受外傷、擠壓症候群，或長期無法移動的人，都可能需將横纹肌溶解症列入鑑別診斷。橫紋肌溶解症也可能會到比較後期產生腎功能惡化（血中肌酸酐和尿素氮不正常升高）或尿液呈現紅棕色時才被診斷出來。

### 初始評估
最可靠的鑑驗指標是血液肌酸激酶上升。肌酸激酶平時存在於肌肉之中，當肌肉細胞受到損傷時會釋出，若血中含量高於1000 U/L（最高正常值的5倍）時，則代表發生横纹肌溶解。若高於5,000 U/L代表發生横纹肌溶解重症，甚至可能高於100,000 U/l。血中肌酸激酶血中濃度在肌肉受損的前12小時會穩定增加，濃度會維持1–3天後才逐漸下降。初始及最高肌酸激酶值與急性腎損傷的風險呈線性正相關。肌酸激酶的濃度並不能用於診斷腎功能損傷的發生，但在沒有其他潛在因素下，肌酸激酶低於20,000 U/L者通常與腎損傷無關聯性。沒有合併腎損傷的輕微程度肌酸激酶升高稱為「高肌酸激酶血症」。肌球蛋白的半衰期短，因此在疾病早期之外的診斷效益並不顯著，其在血液及尿液中的含量與腎損傷呈正相關。即使這樣，尿液肌球蛋白含量的測量由於缺乏特異度且缺乏相關研究，目前並無實證支持。
患者血液中的乳酸脱氢酶（LDH）濃度可能會升高，其他和肌肉損傷有關的指標則較常用於慢性肌肉疾病，如醛縮酶、肌钙蛋白、碳酸酐酶第三型和脂肪酸结合蛋白（FABP）。在骨骼肌和肝臟中含量都相當充沛的轉氨酶的含量也常會升高，可能導致臨床判斷上與急性肝損傷混淆。實際上在非創傷型的橫紋肌溶解患者中，急性肝損傷大約有25%的發生率，但目前機制尚未明朗。
高血鉀也是橫紋肌溶解的常見表現之一，心電圖可以偵測血鉀對於心臟電氣傳導系統的影響，可能會導致T波改變或是QRS複合波變寬。血液中的游離鈣離子也可能會與受損的肌肉細胞結合，造成疾病初期產生低血鈣的症狀。
血液和尿液檢查可能可觀察到肌球蛋白上升。必須注意的一點是，尿檢試紙有可能會與肌球蛋白產生反應，因此可能會導致尿液潛血偽陽性的結果。橫紋肌溶解症和溶血患者的尿液都可能會明顯著色，且兩者尿液鏡檢可能都沒有紅血球存在，若加上尿液潛血偽陽性的檢測結果，可能誤導臨床工作者誤診為溶血。若發生腎損傷，尿液顯微鏡檢可能可以觀察到具有顆粒狀著色的尿液管型。

### 併發症
腔室症候群屬於臨床性的診斷，沒有任何診斷性檢驗可以決定性地支持其存在與否。直接量測筋膜腔室壓，並使其於血壓相比可能可以用於衡量嚴重程度。腔室高壓或腔室壓力與血壓相差過小，都可能代表肌肉血流供應量不足，可能需要受術介入處理。
弥散性血管内凝血（DIC）也是橫紋肌溶解症的併發症。若病患血檢出現異常，或產生血小板下降或凝血酶原時間異常等非預期性的出血傾向。有些標準血液檢查也能夠輔助DIC的診斷，例如D-二聚体等。

### 潛在疾患
如果曾經屢次發病，或是沒有其他病因可以解釋橫紋肌溶解的原因，需要懷疑潛在的肌肉性疾病，可能需要進行更進一步的評估。當發病期間偵測到血液中肉鹼含量過低，且血液和尿液中醯基肉鹼（acylcarnitine）含量過高時，可能代表脂質代謝異常的問題。但這些異常現象都會在恢復期時回到正常，因此在這個階段可以使用其他方法協助診斷。糖解作用相關的疾病可以用多種方式診斷，例如檢測運動後乳酸含量，若運動後乳酸含量未合理上升則可能代表糖解作用異常。粒線體疾病則可能以更嚴重的糖解作用異常表現。某些特定的肌肉性疾病在肌電圖檢查下會呈現特定變化，例如第五型肝醣儲積症和磷酸果糖激酶缺乏症會出現「痙攣樣攣縮」（cramp-like contracture）的表現。目前已有多種遺傳檢測，可用於檢測會造成肌球蛋白尿及橫紋肌溶解的遺傳性肌肉疾病。
若懷疑橫紋肌溶解的現象源自於肌肉性疾病，肌肉組織切片可能可以有效協助診斷。但在橫紋肌溶解發生當下採檢切片通常無法獲得任何資訊，因為經常只能看出細胞的死活，因此組織活檢應排程於橫紋肌溶解症發生後的數周再進行。肌肉切片的組織病理學表現可透露潛在疾病的性質，例如粒線體疾病常以「紅色襤褸肌纖維」（ragged red fibers）表現。由於每處肌肉受損的程度不同，切片採樣的位置可經過核磁共振等醫學影像定位。

## 治療
治療的主要目標為治療休克和保存腎功能，初始的治療方式為大量的靜脈輸液（通常為生理食鹽水，即重量百分濃度0.9%的氯化鈉溶液）。針對擠壓症候群的患者，也建議在將他們從崩塌結構中救出前先給予靜脈輸液，足夠的循環液體體積將能應付肌肉腫脹帶來的問題，並避免肌紅素在腎臟堆積，輸液量建議為24小時內6至12升，若要達到高尿流量（成人200–300 ml/h）則可調高輸液速率，但高輸液速率也可能造成併發症，例如心衰竭的患者就需特別注意。
雖然許多文獻建議在靜脈輸液中添加其他物質以減少腎臟損傷，但多數支持這些處置的證據來自動物研究，仍存有爭議。甘露醇可藉由增加血液的滲透壓來使尿量上升，可能能防止肌紅蛋白在腎臟堆積，但目前的研究仍未證實其效果，且甘露醇也有使腎功能惡化的風險，也不應該使用於無尿的病人。添加碳酸氫鹽能減輕血液酸中毒、鹼化尿液和防止腎小管管型形成，但研究顯示碳酸氫鹽的幫助有限，且可能造成鈣和磷的沉積，進而惡化低血鈣的問題；若採用尿液鹼化治療，尿液的pH值會維持在6.5以上。臨床上常使用呋塞米（furosemide，一種環利尿劑）來確保患者有足夠的尿液，但目前仍缺乏此舉能預防腎衰竭的研究證據。

### 電解質
在疾病發生之初，患者通常會發生電解質異常而需予以矯正。高血鉀可能致命，過多的鉀離子則可藉由增加排尿或腎臟替代療法排除（見下文）。立即處置的措施包括注射鈣離子以避免心律不整、使用胰島素或沙丁胺醇（salbutamol）使血液中的鉀離子進入細胞、注射碳酸氫鈉溶液等等。
血液鈣離子濃度一開始會偏低，但當患者的情況逐漸好轉後，鈣離子由磷酸鹽中釋出，加上維生素D持續製造，最後導致高血鈣。約有20–30%發生腎衰竭的患者會產生這種「過度矯正」的現象。

### 急性腎損傷

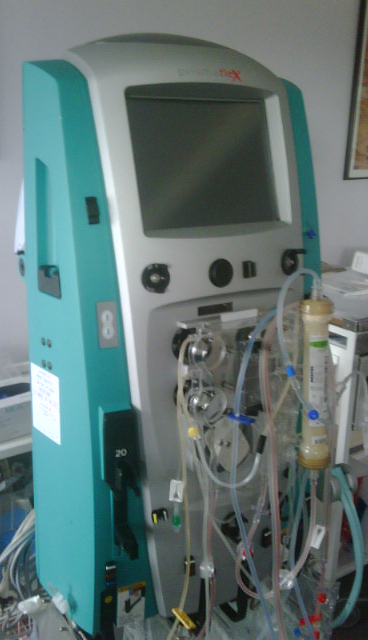
一台血液過濾機。

腎損傷通常發生在肌肉損傷後一兩天，若沒有即時給予適當的處置，可能會需要執行腎臟替代療法（RRT）。RRT能移除血液中過多的鉀、酸和磷，由於腎臟受損時無法排出這些物質，因此在腎功能恢復前需持續進行RRT。
最常見的RRT有三種：血液透析、連續血液過濾和腹膜透析，前兩者須建立血液通路（透析導管）處理患者的血液，腹膜透析則在腹腔內灌入透析液，之後再將透析液流出。血液透析用於治療橫紋肌溶解時需每日執行，相較之下，慢性肾脏病患者一星期僅需透析數次。血液透析比血液過濾好的地方在於透析機器在一天內可以給多個人使用，且不需連續輸注抗凝剂；血液過濾移除血中大分子（如肌紅素）的效率雖然比血液透析高，但治療效果似乎沒有顯著的優勢。腹膜透析較不適用於嚴重腹部創傷的病人，且效果可能比其他RRT差。

### 其他併發症
腔室症候群的患者需執行，釋放肌肉筋膜腔內的壓力，減少血管或神經受壓迫的風險；手術通常會需要製造多個切口，直到腫脹的情形顯著緩解。待腫脹消去需將切口關起時，常需要清創（移除死掉的組織）和植皮。若使用甘露醇的話，需要筋膜切開術的機率可能會減少，因為甘露醇能直接緩解肌肉腫脹的情形。
弥散性血管内凝血通常會在原發的病因受到治療後緩解，但支持性療法仍有其必要。例如當患者有嚴重的血小板低下時會不斷流血，這時就需注射血小板。

## 預後
橫紋肌溶解症的預後取決於原發病因和是否發生併發症。併發急性腎損傷的創傷性橫紋肌溶解症有高達20%的死亡率。進到加護病房治療的患者中，沒有急性腎損傷的患者死亡率約22%，腎功能受損的患者死亡率則高達59%。因橫紋肌溶解導致持續性腎功能受損的患者，腎功能多能完全恢復。

## 流行病學
由於橫紋肌溶解症的定義一直沒有統一，因此確切的患者人數很難統計。1995年，美國的醫院共回報了26,000個案例，高達85%的重大創傷患者都會發生程度不等的橫紋肌溶解；橫紋肌溶解的患者中，又有10–50%會併發急性腎臟損傷。相較有肌肉疾病史的患者，曾有毒癮、酒精成癮或創傷的患者有更高的風險，若合併上述多個因素則風險又更高。美國7–10%的急性腎損傷都是由橫紋肌溶解造成的。
擠壓症候群常見於大型災害之中，特別是地震。1988年，亞美尼亞大地震發生，催使國際腎臟醫學會於1995年成立腎臟災難救助工作小組（Renal Disaster Relief Task Force）。小組內的醫療志工於1999年土耳其伊茲密特地震首次出動協助。該次地震造成17480人喪生，5392人送醫。送醫的其中477人接受了透析療法，獲得了正面的成果。醫療小組通常會佈點於重點災區之外，以避免餘震造成志願者傷亡，進而造成小組功能失效。
美軍基礎訓練中，約有2%至40%的人發生急性運動性橫紋肌溶解（Acute exertional rhabdomyolysis）的現象。2012年，美軍一共報導了402例。

## 歷史

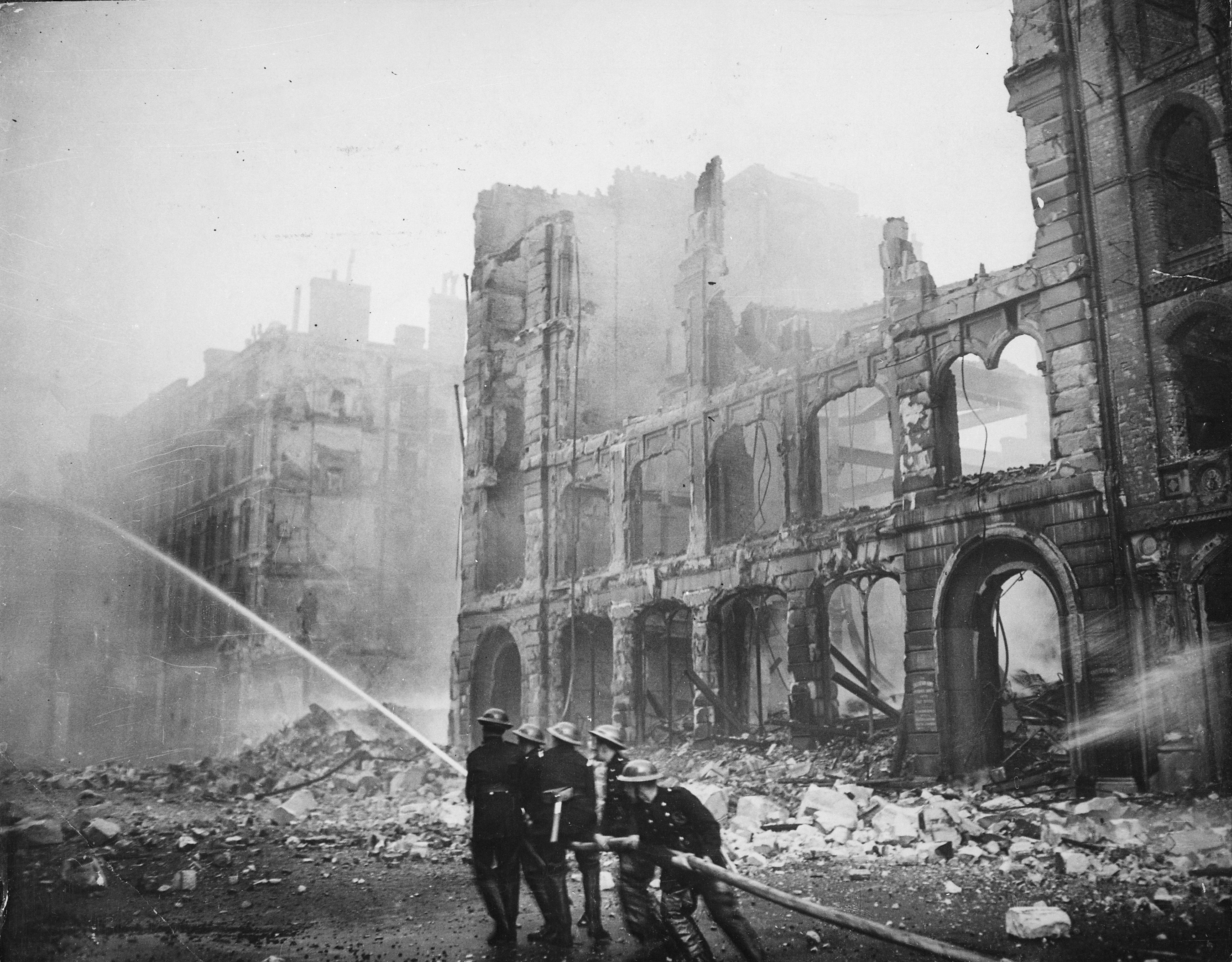
倫敦大轟炸造成許多壓傷患者，而這些患者又併發了腎損傷。這些病例的研究協助闡明了橫紋肌溶解症的病理機轉。

聖經可能記載了有關橫紋肌溶解症的記述，在《摩西五經》〈民數記〉第11章第4-6節與第31-33節之中紀載，猶太人在沙漠中行走時渴望肉食，上帝便賜予他們鵪鶉以回應這些抱怨。於是這些人們在食用大量的鵪鶉肉之後爆發嚴重的疫情，導致多人死亡。鵪鶉肉中毒的症狀在後來有相關紀載，可能起因於遷徙中的鵪鶉攝入了大量毒堇。
到了現代，陸續有研究報導1908年墨西拿地震和第一次世界大戰傷患發生腎損傷的病例。1941年，服務於倫敦皇家研究生醫學院和英國國家醫學研究所的埃里克·比瓦特爾斯和德斯蒙德·比爾（Desmond Beall）醫師，發表了伦敦大轰炸傷患出現腎損傷的病例。他們透過光譜儀發現這些患者的尿中出現了蛋白，不過當時他們認為該現象由血紅蛋白所引起。1944年，比瓦特爾斯又透過實驗證實腎損傷是由肌球蛋白所引起。在血液透析技術尚未發展的戰爭期間，醫療人員開始在提供轟炸區提供靜脈輸液。到韓戰期間，血液透析引入了橫紋肌溶解症的治療，大幅改善了急性腎損傷患者的預後。

## 獸醫學
目前已知橫紋肌溶解可能出現於馬身上，馬可能出現許多種肌肉疾病，有一些可能會發展為橫紋肌溶解症。在這些疾病當中，有一些可能直接導致橫紋肌溶解症，如維生素E和硒攝取不足，或是有機磷中毒等等；有一些則是運動性橫紋肌溶解，如遺傳性的多醣體貯存肌病等等。5–10%的純種馬和标准马會發生運動性橫紋肌溶解症，目前真正原因尚未明朗，潛在原因可能是因為鈣調控的缺陷。
馬橫紋肌溶解症有時會集體爆發，最早出現於許多歐洲國家，後來加拿大、澳大利亞，和美國都有病例報導。此類情形稱為「非典型肌病變」（atypical myopathy）或「不明病因性橫紋肌溶解症」（myoglobinuria of unknown etiology）。目前認為此一現象可能是起因於馬匹誤食楓屬植物的種子，此類種子含有次甘氨酸A，會代謝為亞甲基環丙基乙酸（MCPA），影響粒線體產生能量的能力。罹患此疾病的馬匹血中肌酸激酶會異常地高，死亡率高達89%。